# Rouan Gao I
Rouan Gao I (auch: Rouan Gao, Rouwan Gao) ist ein Dorf im Arrondissement Zinder IV der Stadt Zinder in Niger.

## Geographie
Das von einem traditionellen Ortsvorsteher (chef traditionnel) geleitete Dorf befindet sich westlich des Stadtzentrums im ländlichen Gemeindegebiet von Zinder, der Hauptstadt der gleichnamigen Region Zinder. Nördlich von Rouan Gao I liegt das Dorf Rouan Gao II.
Bei Rouan Gao I und Rouan Gao II erstreckt sich ein kleiner See (mare). Wie im gesamten Gemeindegebiet von Zinder herrscht das Klima der Sahelzone vor, mit einer durchschnittlichen jährlichen Niederschlagsmenge zwischen 300 und 400 mm.

## Bevölkerung
Bei der Volkszählung 2012 hatte Rouan Gao I 470 Einwohner, die in 94 Haushalten lebten. Bei der Volkszählung 2001 betrug die Einwohnerzahl 348 in 59 Haushalten.

## Wirtschaft und Infrastruktur
Das Gebiet um den kleinen See wird als landwirtschaftliche Anbaufläche genutzt. Die verstärkte Ankunft von Zuwanderern aus dem Stadtzentrum in den 2010er Jahren brachte die Einführung neuer Erwerbszweige mit sich, etwa Gärtnereien. Es wird Saatgut für Hirse und Sesam produziert.
Es gibt eine Schule im Dorf.